# 因塞爾山
77°23′37″S 161°30′21″E / 77.39361°S 161.50583°E
因塞爾山（Mount Insel），是南極洲的山峰，位於維多利亞地，屬於因塞爾山脈的一部分，由威靈頓維多利亞大學探險隊命名，現時由南極條約體系管理。